# Never Really Over
"Never Really Over" é uma canção da cantora norte-americana Katy Perry, lançada como single autônomo em 31 de maio de 2019, por intermédio da gravadora Capitol Records. Mais tarde, o single foi incluído na lista de faixas do sexto álbum de estúdio de Perry, Smile (2020), como a primeira faixa do álbum. A canção é de gênero electropop que contém samples da faixa "Love You Like That" da cantora norueguesa Dagny. Atingiu o top dez das tabelas musicais de países como a Austrália, Canadá, Hungria, México e Escócia, assim como o top vinte das tabelas da Irlanda, Holanda, Nova Zelândia, Polônia, o Reino Unido e os Estados Unidos. No APRA Music Awards de 2020, "Never Really Over" foi indicada na categoria Most Performed Pop Work of the Year.

## Antecedentes e lançamento
Em 27 de maio de 2019, a Universal Music divulgou o Katy Perry Fan Event, evento privado para fãs da artista, marcado para dois dias mais tarde. Em 28 de maio de 2019, Katy anunciou a capa, o título e a data de lançamento em seu perfil do Instagram. A capa mostra Perry com o cabelo loiro e vestindo um vestido alaranjado. No mesmo dia, a canção pôde ser salva no Spotify antes do lançamento. Good Morning America mostrou uma prévia da canção e do vídeo musical em 30 de maio de 2019, um dia antes de seu lançamento.
Em 29 de novembro de 2019, durante as vendas do Black Friday, uma edição limitada de vinil 12" do single foi lançado para a Record Store Day, contando também a canção "Small Talk".

## Composição
"Never Really Over" é uma canção de gêneros electropop e dance-pop que contém um refrão bubblegum e batidas house, assim como acordes de sintetizadores propulsantes. Perry co-compôs a canção juntamente com Dagny Michelle Buzz, Jason Gill, Gino Barletta, Hayley Warner e com os produtores Leah Haywood e Daniel James do Dreamlab, assim como Zedd, que colaborou anteriormente com a cantora na parceria "365". A faixa é inspirada na canção de 2017 "Love You Like That" da cantora Dagny, e tem uma duração de 3 minutos e 44 segundos. É performada na tonalidade lá bemol maior com um andamento de 100 batidas por minuto.

## Análise da crítica
Jillian Mapes do Pitchfork notou a canção como "um caminho promissor a seguir" para a cantora, listando como a melhor faixa de Perry desde "Walking on Air" (2013), apreciando sua composição por não ser "terrivelmente extravagante (um ponto fraco notável para Perry e seus co-compositores)". Mapes escreveu que Perry faz "más decisões parecerem atraentes" e saudou-a com o "refrão de trava-língua mais impressionante até agora." Chris Willman da Variety compartilhou uma visão similar, dizendo que a repetição no refrão "de alguma forma funciona como uma vantagem devido ao trava-língua". Gwen Ihant do The A.V. Club escreveu que a faixa "coloca Perry de volta no território dos earworms", e a chamou de uma "amostra impressionante" de seus vocais com um "gancho viciante".
No The Independent, Roisin O'Connor considerou a canção como um "retorno verdadeiramente gratificante" para Perry depois de "um período de falhas", observando que tem "ganchos em excesso e lembra seus dias de aperfeiçoamento do pop brilhante em Teenage Dream." Ilana Kaplan da Rolling Stone favoreceu a canção como "o retorno de seus vocais hipnóticos" e percebeu que a mesma "coloca Perry de volta onde ela pertence." Em sua crítica para a Clash, Robin Murray considerou uma "joia do pop". Por outro lado, Mikael Wood do Los Angeles Times concluiu que apesar dos seus encantos, "Perry provavelmente não está favorecida". Escrevendo para o The New York Times, Jon Caramanica descreveu a canção como um "chiclete-pop" de Taylor Swift.

## Desempenho comercial
"Never Really Over" estreou na posição de número 15 na Billboard Hot 100 dos Estados Unidos com 31.000 downloads e 15.8 milhões de stream, dando para Perry seu 19º top 20 no país. "Never Really Over" também se tornou a sua maior estreia na tabela musical desde "Chained to the Rhythm" em 2017, assim como sua quinta maior entrada no geral. Atualmente a música é certificada como disco de platina pela Recording Industry Association of America por exceder a remessa de 1,000,000 unidades nos Estados Unidos.
No Reino Unido, a canção estreou na posição de número 13 na UK Singles Chart, dando a Perry seu 19º top 20 no país, mais tarde atingindo a posição de número 12. Atingiu a posição de número 4 na Escócia, e 47 na Alemanha. Na Oceania, "Never Really Over" estreou na posição de número 7 na Austrália e 19 na Nova Zelândia.

## Vídeos musicais
Um vídeo musical, dirigido por Philippa Price, foi lançado juntamente com o single em 31 de maio de 2019. Em 29 de maio de 2019, Perry compartilhou uma prévia do vídeo com a legenda "Let it go..." (em português: "Deixe Ir..."). O vídeo acumulou mais de 17,7 milhões de visualizações em seu primeiro dia de lançamento. Está atualmente com mais de 100 milhões de visualizações. Foi filmado no rancho King Gillette em Malibu, Califórnia.
Sal Cinquemani da Slant Magazine elogiou o estilo e a cinematografia do videoclipe, chamando-o de "um retrato lúdico e imaginativo do feitiço inebriante do amor e até onde alguns de nós iríamos para nos exorcizar dele". O vídeo também foi elogiado por usar referências da cultura hippie e semelhanças artísticas ao simbolismo da Nova Era. Suzy Byrne do Yahoo! notou os temas espirituais do vídeo, e nomeou Perry como a "deusa da Nova Era". Ela apreciou o conceito e comentou dizendo ser um "vídeo bem coreografado".
Em 26 de agosto de 2020, Perry publicou um novo vídeo musical para "Never Really Over" em seu canal no YouTube. Apresenta uma visão em primeira pessoa de um desenho animado que vive um dia em casa durante a pandemia de COVID-19. A cantora disse que o vídeo é baseado em suas "experiências e desejos durante a quarentena".

## Histórico de lançamento
| Região         | Data                   | Formato                    | Versão              | Gravadora | Ref.   |
| -------------- | ---------------------- | -------------------------- | ------------------- | --------- | ------ |
| Mundo          | 31 de maio de 2019     | Download digital streaming | Original            | Capitol   | [ 5 ]  |
| Estados Unidos | 4 de junho de 2019     | Top 40 radio               | Original            | Capitol   | [ 41 ] |
| Mundo          | 26 de julho de 2019    | Download digital streaming | R3hab Remix         | Capitol   | [ 42 ] |
| Mundo          | 26 de julho de 2019    | Download digital streaming | Syn Cole Remix      | Capitol   | [ 43 ] |
| Mundo          | 26 de julho de 2019    | Download digital streaming | Wow & Flutter Remix | Capitol   | [ 44 ] |
| Estados Unidos | 29 de novembro de 2019 | 12" Vinyl                  | Original            | Capitol   | [ 45 ] |